# Betalaktam
Betalaktam ali β-laktam je štiričlenski ciklični amid, ki je vgrajen v molekulo penicilinov, cefalosporinov in nekaterih drugih antibiotikov. Gre za štiričlensko obročno strukturo s tremi ogljikovimi atomi in enim dušikom.

## Klinični pomen
Betalaktamski obroč je gradbeni del nekaterih družin antibiotičnih učinkovina, in sicer penicilinov, cefalosporinov, karbapenemov in monobaktamov, ki jih zato imenujemo betalaktamski antibiotiki. Te učinkovine zavirajo rast bakterijske celične stene, kar povzroči smrt bakterije. Učinkoviti so zlasti proti grampozitivnim bakterijam. Bakterije lahko razvijejo odpornost proti betalaktamskim antibiotikom, in sicer tako, da začnejo proizvajati betalaktamazo, encim, ki hidrolizira betalaktamski obroč in s tem inaktivira antibiotik.

## Zgodovina
Prvi sintetični betalaktam je leta 1907 sintetiziral Hermann Staudinger, in sicer je uporabil Schiffovo bazo anilina in benzaldehida, ki je reagirala z difenilketenom. Prikaz reakcije ([2+2]cikloadicija):

## Odpornost proti betalaktamom
Zaradi pogoste uporabe betalaktamskih zdravil so nekatere bakterije razvile odpornost proti njim. Nekatere bakterije proizvajajo prej omejeni encim betalaktamazo, ki izniči učinek betalaktamskega antibiotika, ker cepi betalaktamski obroč.
Za preprečitev tovrstne odpornosti bakterij so na trgu kombinacije betalaktamskih antibiotikov z zaviralci betalaktamaze. Takšna kombinacija je npr. amoksicilin + klavulanska kislina. Klavulanska kislina je zaviralec betalaktamaze, ker se nepovratno veže na encim in slednji se več ne more vezati na betalaktamsko učinkovino (v tem primeru amoksicilin). 

### Sekundarna odpornost proti betalaktamom
Pri nekaterih bakterijah je prišlo do nove oblike odpornosti na betalaktamske antibiotike; spremenile so beljakovine, na katere se vežejo betalaktami – to so t. i. penicilin vežoče beljakovine (PVB, angl. penicillin binding proteins, okrajšano PBP). Ker antibiotiki več ne prepoznajo teh struktur, na katere bi se morali vezati, so neučinkoviti. Takšen mehanizem je prisoten na primer pri MRSI.

## Mehanizem delovanja
Betalaktamske učinkovine se vežejo na penicilin vežočo beljakovino, imenovano tudi transpeptidaza, in jo inaktivirajo. Različne penicilin vežoče beljakovine se razlikujejo po afiniteti do betalaktamskih antibiotikov in tudi količina PVB se razlikuje med različnimi bakterijskimi vrstami. PBV omogočijo tvorbo transpeptidne vezi, kar pa je onemogočeno v prisotnosti betalaktamskih antibiotikov.

## Neželeni učinki
Najpogostejši neželeni učinek betalaktamskih antibiotikov je vročina. Pri okoli 25 % bolnikov se pojavita tudi eozinofilija in izpuščaj.